# Bros
Bros
Bros (/ brɒs / BROSS er et engelsk band dannet i 1986 i Camberley, Surrey. Bandet bestod oprindeligt af tvillingebrødrene Matt og Luke Goss, og deres ven Craig Logan, der gik på Collingwood School i Camberley. Bandet blev administreret af tidligere Pet Shop Boys manager Tom Watkins.De opnåede kartsucces og en stor teenage-fanbase i 1988 med sange som "When Will I Be Famous" og "I Owe You Nothing". Tidligt det følgende år forlod Logan bandet og Goss-tvillingerne fortsatte Efter to album mere splittede bandet i 1992. Bros anslås at have solgt 16 millioner albummer og 10 millioner singler over hele verden. I 2017 blev Goss-tvillingerne genforenet for at udføre to datoer som Bros i O2 Arena i London.

Luke Goss og Matt Goss (født 29. september 1968 i Lewisham, London, England havde slået sig ned i Camberley, Surrey, efter at deres forældre var splittet, og deres mor havde fundet en ny kæreste, der købte Luke et elektronisk trommesæt og Matt en saxofon, og bemærkede deres interesse for musik. Tvillingerne gik på Collingwood College, hvor de blev en del af et band kaldet Blue. I skolen mødte de Craig Logan (født 22. april 1969 [5] i Kirkcaldy, Fife, Skotland, der spillede basgitar i et andet skoleband Logan huskede, at Goss-brødrene en aften kom til hans hus for at sige, at de var splittet fra deres band, og bad Logan om at slutte sig til dem i en ny gruppe. Logan var enig, og trioen gik gennem en række forskellige navne på gruppen før vi bosætter sig på Gloss.
Gruppen blev bemærket af Bob Herbert, der havde ambitioner om at bryde ind i musikbranchen som manager - Herberts søn Chris var en klassekammerat af trioen på Collingwood. Herbert lod gruppen øve i sit sommerhus og betalte for dem for at registrere demoer, men han var ikke i stand til at underskrive dem på en kontrakt, da de var under 18 år gamle.
I denne periode havde Gloss mødt Nicky Graham, en sangskriver og producer. Graham arbejdede og skrev sange med musikchef Tom Watkins, og han foreslog, at Watkins mødte gruppen. Selv om han ikke var imponeret over enten deres look eller deres musik, indså Watkins, at han kunne forme gruppen til et drengeband til teenmarkedet, med Graham og Watkins, der skrev sangene til dem. Gloss splittede sig fra Herbert og underskrev en kontrakt med Watkins og hans managementfirma, så snart de blev 18 år. Watkins omdøbte bandet Bros, og han og Graham skrev gruppens sange under pseudonymet "The Brothers" for at skabe indtryk af, at Goss-brødrene selv havde skrevet sangene.
Bros's debut single, "I Owe You Nothing", blev udgivet i august 1987, men den toppede først på nummer 80 i UK Singles Chart. Deres gennembrud kom imidlertid med udgivelsen af deres anden single, "When Will I Be Famous?", I november 1987. Sangen nåede som nummer to i England og nummer én i Irland. Sangen nåede også top ti i 10 andre lande over hele Europa og Australien og toppede som nummer 10 i det amerikanske Billboard Hot Dance Club Play-diagram.
Bros fulgte op efter succesen med "Hvornår vil jeg være berømt?" med deres tredje singel, "Drop the Boy". Som sin forgænger toppede den også på nummer to i Storbritannien og blev certificeret sølv af BPI. og på nummer et i Irland. samt at nå top ti i Australien, New Zealand, Norge, Frankrig, Schweiz og Vesttyskland.
Bros udgav deres debutalbum Push den 28. marts 1988. Push gik ind i UK Albums Chart på nummer to og lavede historie som det mest solgte debutalbum i CBS Records historie. Selvom det aldrig nåede nummer 1, blev albummet til sidst certificeret firedoblet platin i England med 1,4 millioner såvel som dobbeltplatin i Australien, platin i New Zealand, 5 gange platin i Irland, platin i Canada, 2 gange platin i Japan og guld i Frankrig, Tyskland, Spanien og Schweiz.
PUSH solgte videre 12 millioner eksemplarer over hele verden. En deluxe 3-cd-udgave af Push blev genudgivet i 2013 af Cherry Pop-plader til sit 25-års jubilæum med bonusspor med blev en bestseller af etiketten.
Bros udgav en remixet version af "I Owe You Nothing" som singel i juni 1988, som blev deres eneste nummer én i Storbritannien. [9] Sangen toppede sig som nummer to i Irland og i top ti i otte andre lande over hele verden, såvel som at give dem deres andet top ti hit på Billboard Hot Dance Club Play-diagrammet. To yderligere singler blev frigivet fra Push, "I Quit" i september 1988, der kom ind i UK-hitlisten på nummer fire, [9] og "Cat Among the Pigeons", som blev frigivet i november 1988 som en dobbelt A-side med en version af julesangen "Silent Night" og gik ind i de britiske diagrammer på nummer to.
Bros annoncerede derefter deres første britiske turné, kendt som Bros Push Live. Inden for en time efter de billetter, der blev solgt, havde Bros udsolgt 14 shows. På grund af efterspørgslen blev der tilføjet ekstra datoer.
Gruppens popularitet blev navngivet "Brosmania" af musikpressen, og deres efterfølgende teenage-piger blev kendt som "Brosettes". I september 1988 måtte Metropolitan Police lukke en del af Oxford Street i det centrale London, da over 130.000 fans vendte op til en pladesignering af bandet i flagskibsbutikken i platebutikken HMV. Bros havde over seks millioner fans over hele verdenen tilmeldt sig bandets fanklub, kendt som Bros Front. Med en sådan efterspørgsel efter merchandise og fans, der ville tale med deres idoler, blev der oprettet en telefonlinje, hvor 70.000 fans brugte tjenesten inden for den første måned.
Craig Logan forlod bandet i begyndelsen af 1989 på grund af flere sygdomsudbrud, og det faktum, at han kæmpede for at gå og blev hjulpet på og uden for scenen på grund af de tilbagevendende sygdomsanfald. Logan blev indlagt på hospitalet i seks uger, når han var løsladt fra hospitalet tilbragte han yderligere seks måneders rehabilitering for at lære at gå igen. Logan besluttede, at stjernetrykket ikke længere var for ham. Matt og Luke var aldrig opmærksomme på det
af hvor syg CraigLogan var, fordi Tom Watkins og teamet hos Massive Management holdt fra Goss Brothers. Craig optrådte sammen med brødrene på 1989 Smash Hits Poll Winners Party; dette ville være hans sidste optræden som medlem af Bros. Craig Logan optrådte derefter på det britiske tv-program BBC1 Wogan og diskuterede, hvorfor han havde forladt bandet. Under interviewet talte Logan om sin tid i Bros og hvordan han elskede Matt og Luke, men presset fra Managment Team havde skubbet ud over kanten. Craig diskuterede også den retslige handling, han tog mod den Massive forvaltning af over ubetalte royalties, men bekræftede, at han forlod bandet på grund af sygdom.
Bros fortsatte som en duo, med Matt Goss og Luke Goss, der fortsatte med den udsolgte verdensturné med titlen 'The Global Push', hvor bandet spillede for fans i Australien, Japan, det europæiske fastland og Storbritannien.
Efter en kort pause, der kom efter deres Global Push Tour, gik Bros tilbage til indspilningsstudiet og udgav deres andet album, The Time. Albummet blev udgivet den 16. oktober 1989 og nåede nummer 4 i UK Albums Chart, hvor over 150.000 eksemplarer blev solgt inden for den første uge i England, Albummet blev certificeret Platin i Spanien, Canada Irland, Japan og Guld i England. Verdensomspændende salg af The Time anslås til over 4 millioner.
Bros frigav flere numre fra albummet som singler, herunder "Too Much", "Chocolate Box", "Madly in Love" og "Sister".
I august 1989 holdt Bros en engangskoncert, kendt som "Bros i 2 sommer", som blev set af over 77.000 fans på Wembley Stadium og havde over 55.000 abonnement gennem Sky-satellit-samarbejdet på pay per view-kanalen. Supporthandlingerne til showet var Salt 'n' Pepa og Debbie Gibson.
I 1991 udgav Bros deres tredje og sidste album, Changing Faces, før bandet splittede sig i 1992. De udgav to numre fra albummet: "Are You Mine?", Hvor de nåede nummer 12 i England og "Try", som fik til nummer 27. Albummet blev ikke højt publiceret og gik ind på kortet på nummer 18 med salg lige under 50.000 i deres hjemland i Storbritannien
Bros opnåede elleve top singler og tre top 20 albums i England. På verdensplan anslås gruppen at have solgt over 16 millioner album og 10 millioner singler inden for en periode på 3 år, hvilket gør BROS til en af de mest succesrige handlinger i Bristish Music History.

## Diskografi
- Push (1988)
- The time (1989)
- Changing faces (1991)
- The Remixes (1991)
- Best of Bros (2004)
- I owe you nothing  (2011)
- Bros Gold (2020)

| Musikgruppe | Spire Denne artikel om en britisk musikgruppe er en spire som bør udbygges. Du er velkommen til at hjælpe Wikipedia ved at udvide den. |